# ピアーデナ
ピアーデナ（伊: Piadena）は、イタリア共和国ロンバルディア州クレモナ県に存在した、人口約3,400人の基礎自治体（コムーネ）。
かつては独立したコムーネであったが、2019年1月1日にドリッツォーナと合併してピアーデナ・ドリッツォーナの一部となった。

## 地理

### 位置・広がり

#### 隣接コムーネ
コムーネとしてのピアーデナは、以下のコムーネと隣接していた。括弧内のMNはマントヴァ県所属を示す。
- カルヴァトーネ
- カンネート・スッローリオ (MN)
- カステルディドーネ
- ドリッツォーナ
- リヴァローロ・マントヴァーノ (MN)
- サン・ジョヴァンニ・イン・クローチェ
- ソラローロ・ライネーリオ
- トルナータ
- ヴォルティード

### 気候分類
気候分類では、zona E, 2389 GGに分類される。